# ZfP Südwürttemberg
Das ZfP Südwürttemberg (ZfP = Zentrum für Psychiatrie) ist als Versorgungsunternehmen auf allen Gebieten der psychiatrischen und psychosomatischen Behandlung und Betreuung tätig. Die Versorgungsregion erstreckt sich von Stuttgart bis zum Bodensee. Versorgungsschwerpunkte sind neben der Allgemeinpsychiatrie die Kinder- und Jugendpsychiatrie, die Alterspsychiatrie (auch Gerontopsychiatrie genannt), der Bereich Psychosomatische Medizin und Depression, der Bereich Suchterkrankungen, die Neurologie und die Epileptologie. Weiterhin ist der Verbund für die Bereiche Pflege und Wohnen, Arbeit und Rehabilitation sowie für die Behandlung von Suchterkrankungen und den Maßregelvollzug zuständig. Das ZfP Südwürttemberg ist Mitglied des Unternehmensverbunds ZfP-Gruppe Baden-Württemberg.

## Unternehmensstruktur

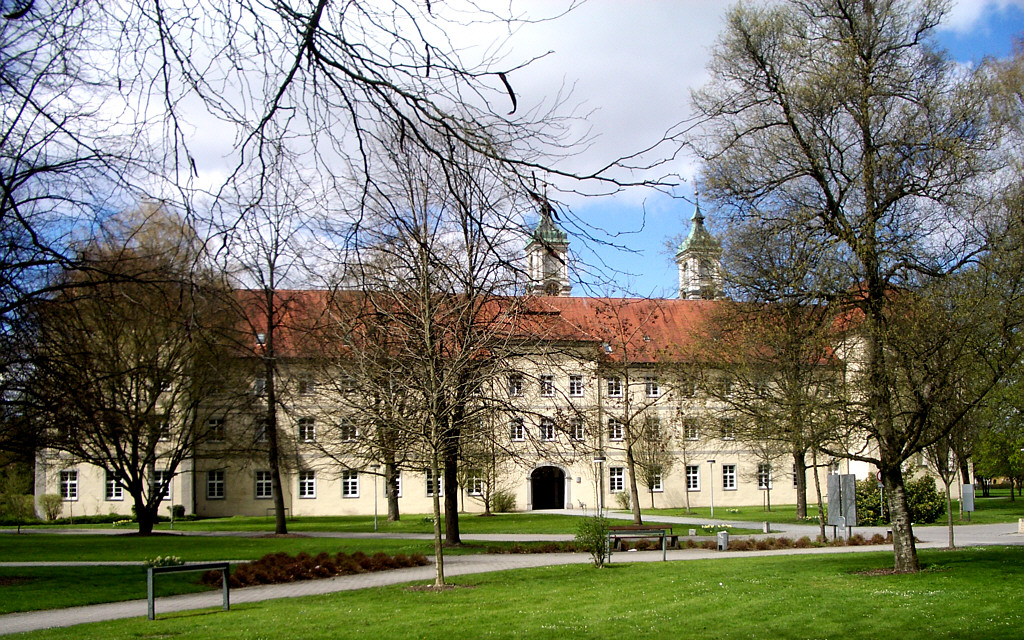
Konventbau des Klosters Weißenau in Ravensburg, heute Klinik des ZfP

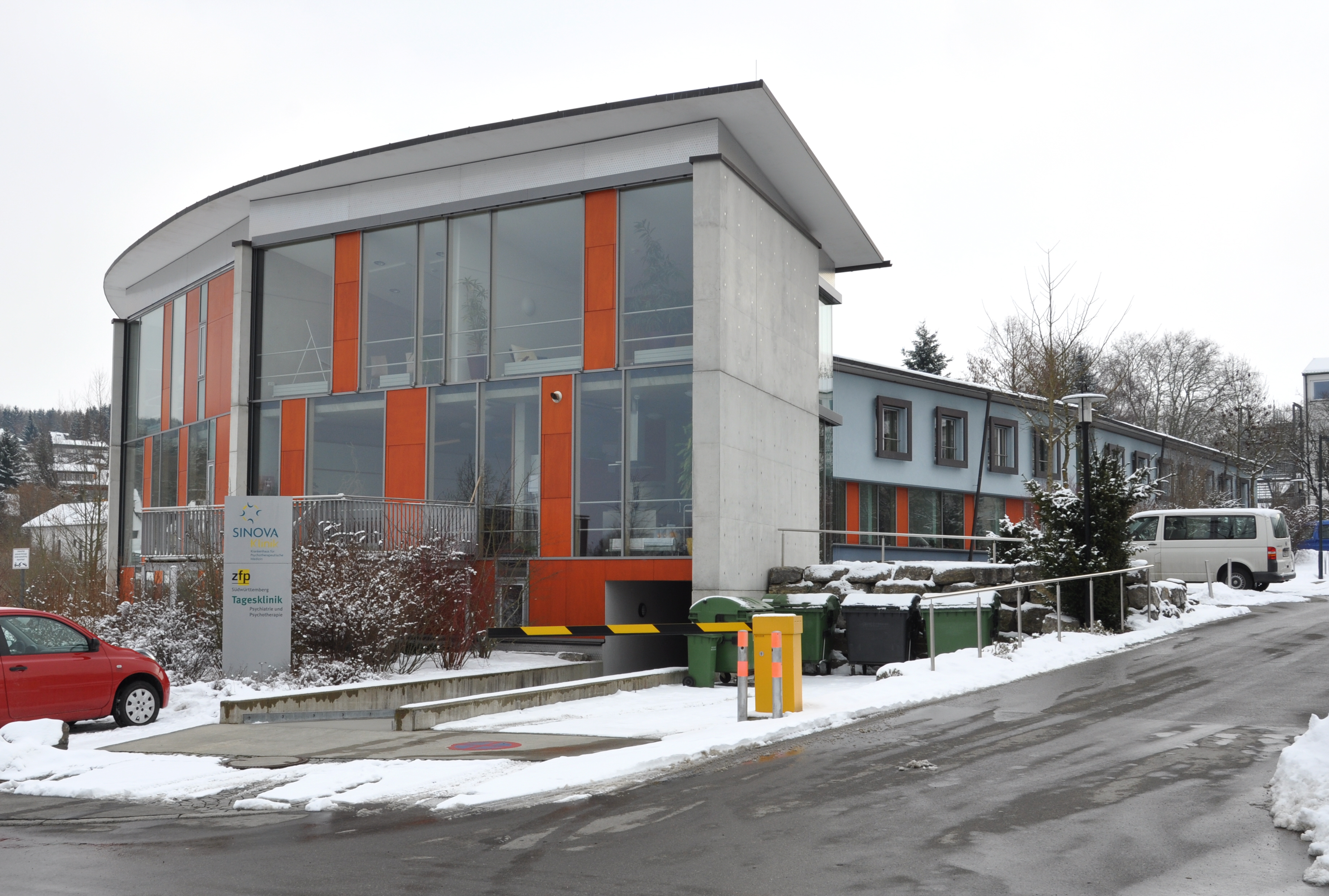
Sinova-Klinik in Ravensburg

Das ZfP Südwürttemberg ist zusammen mit seinen Beteiligungen für die Versorgung einer Region mit rund 1,8 Millionen Einwohnern zuständig und gliedert seine Unternehmenstätigkeit in drei Versorgungsregionen
- Alb-Neckar: Landkreise Reutlingen, Alb-Donau-Kreis, Stadtkreis Ulm, zum Teil Esslingen
- Donau-Riss: Landkreis Biberach
- Ravensburg-Bodensee: Landkreis Ravensburg, Bodenseekreis

Die Versorgung in den Regionen ist in unterschiedliche Geschäftsbereiche unterteilt
- Klinik für Psychiatrie und Psychotherapie
- Klinik für Psychosomatik, Neurologie und Psychiatrie
- Arbeit und Wohnen
- Klinik für Forensische Psychiatrie und Psychotherapie

Zudem gibt es Zentralbereiche, die Prozesse über alle drei Regionen hinweg steuern und koordinieren
- Verwaltung und zentrale Dienstleistungen
- Personal und Organisation
- Forschung und Lehre
- Pflege und Medizin
- Arbeit und Wohnen
- Maßregelvollzug

## Geschichte
Anfang des 19. Jahrhunderts gingen im Zuge der Säkularisation  die kirchlichen Anlagen in Weissenau, Bad Schussenried und Zwiefalten in weltlichen Besitz über.  1812 wurde in Zwiefalten  die Münsterklinik als „Königlich-württembergische Irrenanstalt“ gegründet, 1875 und 1892 folgen Bad Schussenried und Weissenau. 
Die Heil- und Pflegeanstalten wurden 1953 in Psychiatrische Landeskrankenhäuser umbenannt. 1975 war die Veröffentlichung der Psychiatrie-Enquête der Bundesrepublik Deutschland. Diese führt zur Öffnung der psychiatrischen Einrichtungen und zum Ausbau ambulanter Versorgungsangebote. Die Zentren für Psychiatrie Baden-Württemberg wurden 1996 zu Anstalten des öffentlichen Rechts. Zum 1. Januar 2009 sind die drei Zentren für Psychiatrie in Bad Schussenried, Weissenau und Zwiefalten zum ZfP Südwürttemberg mit Geschäftssitz in Bad Schussenried fusioniert. Der Name ZfP Südwürttemberg ist aus der früheren Bezeichnung Zentren für Psychiatrie Südwürttemberg abgeleitet.

## Daten und Fakten

### Aufnahmen
- In Fachkliniken, Institutsambulanzen und Medizinischen Versorgungszentren behandelt das ZfP Südwürttemberg an mehr als 20 Standorten jährlich rund 17.000 Patienten stationär und 40.000 ambulant.
- In Wohn- und Pflegeheimen hat das ZfP Südwürttemberg fast 650 Plätze. Hinzu mehr als 200 Plätze im Ambulant Betreuten Wohnen (ABW)
- Arbeit und berufliche Rehabilitation: Das ZfP Südwürttemberg hält knapp 600 beschützte Arbeitsplätze in Werkstätten vor.

### Standorte (Auswahl)

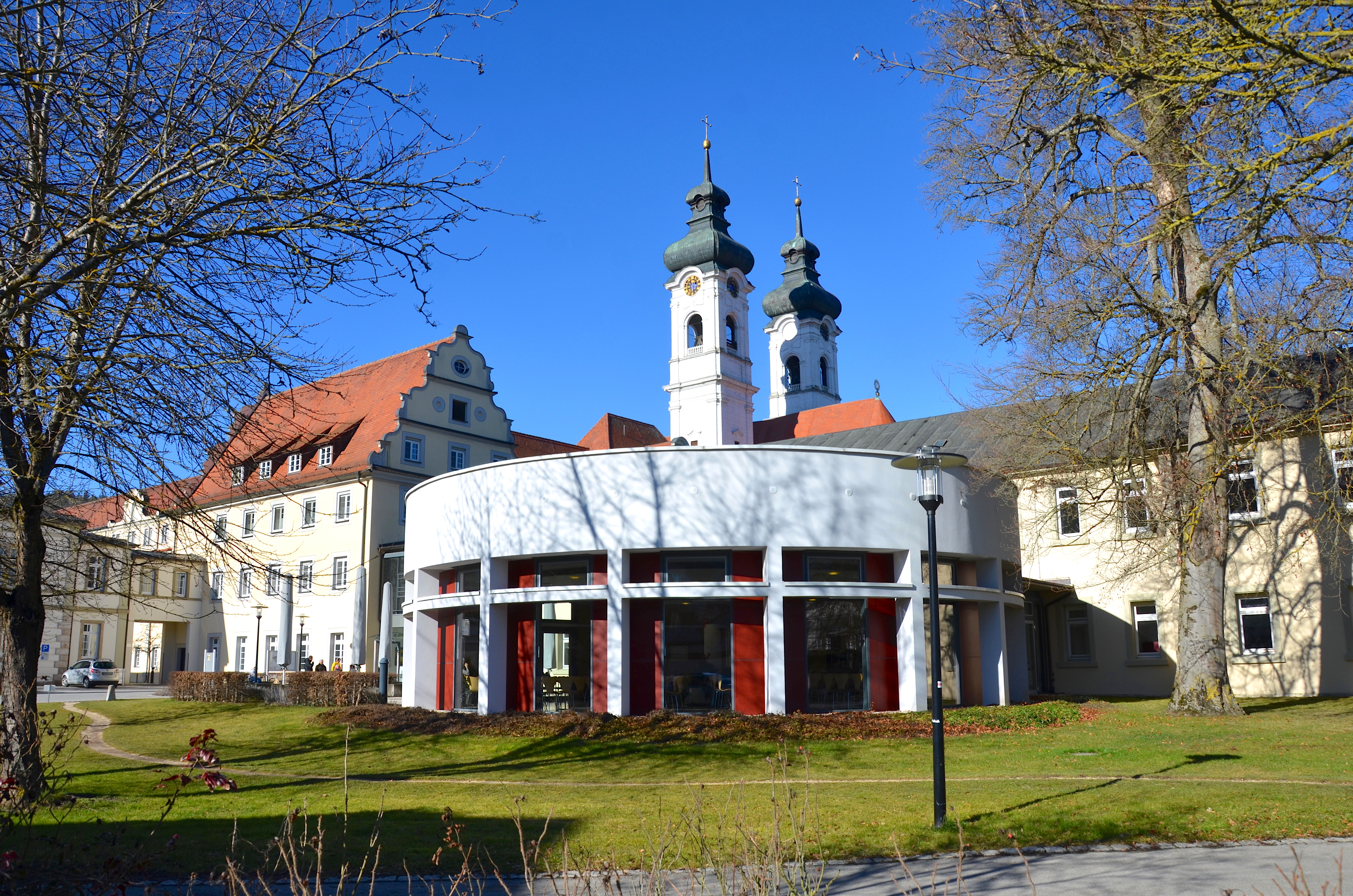
ZfP Südwürttemberg, Zwiefalten

- Standort Bad Schussenried im ehemaligen Kloster Schussenried
- Standort Weißenau im ehemaligen Kloster Weißenau
- Standort Zwiefalten im ehemaligen Kloster Zwiefalten

### Mitarbeitende
Das ZfP Südwürttemberg beschäftigt mehr als 4.000 Mitarbeitende und  hat rund 280 Ausbildungsplätze im medizinisch-pflegerischen Bereich, aber auch in den sozialen, gewerblichen und kaufmännischen Bereichen. Außerdem stehen 200 Praktikumsplätze und FSJ-Stellen zur Verfügung.

### Beteiligungen
- Arkade-Pauline 13 gGmbH
- Altenheimat Eichenau GmbH
- Gemeinnützige Gesellschaft für Psychiatrie und Psychotherapie Reutlingen mbH PP.rt
- GPZ Friedrichshafen gGmbH
- GPZ Überlingen gGmbH
- Seniorenzentrum Josefspark gGmbH
- Sprungbrett Werkstätten gGmbH
- Suchthilfe Ravensburg gGmbH
- Trägergesellschaft Psychiatrie gGmbH Ravensburg
- Trägergesellschaft Psychiatrie gGmbH Biberach

### Tochtergesellschaften
- Schussental Klinik Aulendorf
- Sonnenberg Klinik gGmbH
- Medizinisches Versorgungszentrum Biberach GmbH
- Medizinisches Versorgungszentrum Ravensburg GmbH

## Forschung und Lehre
Der Geschäftsbereich Forschung und Lehre des ZfP Südwürttemberg gliedert sich in drei Abteilungen: Versorgungsforschung,  biologische und psychopharmakologische Forschung sowie Kinder- und Jugendpsychiatrie.
Das Unternehmen kooperiert außerdem mit der Universität Ulm und ist als akademisches Lehrkrankenhaus anerkannt. Zweimal jährlich wird in Weissenau das Blockpraktikum im Fach Psychiatrie für Medizinstudenten der Universität Ulm angeboten, in Zwiefalten für die Studenten der Universität Tübingen.